# Wilson Lima
Wilson Ferreira de Lima (Ceres, 20 de junho de 1953) é um empresário e político do brasileiro, filiado ao Movimento Democrático Brasileiro (MDB).
Migrou para o Distrito Federal em 1968, instalando-se em Gama. Ali tornou-se empresário do ramo supermercadista.

## Carreira política

### Deputado
Estreou na política em 1990 concorrendo a deputado distrital pelo Partido do Solidarismo Libertador (PSL), sem lograr êxito. O mesmo ocorreu em 1994, quando era filiado ao Partido da Mobilização Nacional (PMN). Em 1998 elege-se pela primeira vez, então pelo Partido Social Democrático (PSD).
Tenta a reeleição em 2002 mas obtém a suplência. Exerce eventualmente o mandato até 11 de agosto de 2004, quando assume o mandato em definitivo em razão da cassação do mandato do deputado Carlos Xavier.

### Presidente da Câmara Legislativa
Em 2006 foi novamente eleito Deputado distrital, desta vez pelo Partido de Reedificação da Ordem Nacional (PRONA), foi o deputado que teve a terceira menor votação dentre os 24 deputados distritais.
Em meio a crise política e institucional que atingiu o governo do Distrito Federal ocasionadas pela Operação Caixa de Pandora em outubro de 2009, e a renúncia de Leonardo Prudente, então presidente da Câmara Legislativa do Distrito Federal, foi eleito como novo presidente da Câmara em 2 de fevereiro de 2010.

### Governador interino
Ainda na esteira da crise, com a prisão preventiva do então governador do DF José Roberto Arruda, que formalmente se licenciou do cargo, assumiu o vice, Paulo Octávio, mas permaneceu apenas 12 dias no cargo, renunciando em 23 de fevereiro de 2010. Como determina o artigo 93 da Lei Orgânica local, Wilson Lima assumiu interinamente o governo do Distrito Federal.
Em eleição indireta realizada em 17 de abril de 2010 o advogado Rogério Rosso foi eleito governador do Distrito Federal para um "mandato-tampão", assumindo o cargo em 19 de abril de 2010, permanecendo até 1º de janeiro de 2011, sendo substituído pelo governador eleito Agnelo Queiroz.[carece de fontes?]